# Kinjirō Shimizu
Kinjirō Shimizu (清水 金二郎?, Shimizu Kinjirō; fl. XX secolo) è stato un calciatore giapponese, di ruolo attaccante.